# Mitglieder der Württembergischen Landstände 1912 bis 1918
Diese Liste umfasst die Mitglieder der Württembergischen Landstände des Königreichs Württemberg in der Wahlperiode von 1912 bis 1918.
Während dieser Wahlperiode tagte der 39. ordentliche Landtag vom 9. Januar 1913 bis zum 1. August 1918.

## Mitglieder der Württembergischen Kammer der Standesherren (Erste Kammer)
Präsident:  Fürst Johannes zu Hohenlohe-Bartenstein und Jagstberg

1. Vizepräsident: Staatsrat Otto von Buhl  bis 31. Juli 1918, danach   Staatsrat Hermann von Kern

2. Vizepräsident:  Staatsrat Freiherr Hans von Ow-Wachendorf

### Prinzen des Hauses Württemberg
- Herzog Philipp von Württemberg ( † 1917 )
- Herzog Albrecht von Württemberg
- Herzog Philipp Albrecht von Württemberg, seit 1915, jedoch nie anwesend
- Herzog Albrecht Eugen von Württemberg, seit 1916, jedoch nie anwesend
- Herzog Carl Alexander von Württemberg, seit 1917, jedoch wegen Frontdienst nie anwesend
- Herzog Robert von Württemberg
- Herzog Ulrich von Württemberg

### Standesherren
- Fürst Alexis zu Bentheim und Steinfurt, bzw. stellvertretend dessen Sohn Viktor Adolf, Erbprinz zu Bentheim
- Graf Wilhelm Friedrich von  Bentinck und Waldeck-Limpurg
- Fürst Max Egon II. zu Fürstenberg (nie persönlich anwesend)
- Fürst Johannes zu Hohenlohe-Bartenstein und Jagstberg
- Fürst Ernst zu Hohenlohe-Langenburg
- Fürst Christian Kraft zu Hohenlohe-Öhringen, bzw. stellvertretend dessen Bruder Max, Prinz zu Hohenlohe-Öhringen
- Fürst Friedrich Karl zu Hohenlohe-Waldenburg-Schillingsfürst
- Graf Franz Xaver von Königsegg-Aulendorf
- Fürst Ernst zu Löwenstein-Wertheim-Freudenberg
- Fürst Aloys zu Löwenstein-Wertheim-Rosenberg
- Graf Reinhard von Neipperg
- Fürst Karl zu Oettingen-Wallerstein
- Graf Gottfried von Pückler-Limpurg
- Fürst Bertram von Quadt zu Wykradt und Isny, bzw. stellvertretend dessen Sohn Otto Maria Erbgraf von Quadt zu Wykradt und Isny
- Graf Otto von Rechberg und Rothenlöwen zu Hohenrechberg ( † 1918 ), gefolgt von seinem Sohn Josef, Graf von Rechberg und Rothenlöwen zu Hohenrechberg
- Graf Joseph von Schaesberg-Thannheim
- Fürst Albert von Thurn und Taxis, als Standesherr nie anwesend
- Fürst Maximilian von Waldburg zu Wolfegg und Waldsee
- Fürst Georg von Waldburg zu Zeil-Trauchburg und Wurzach
- Fürst Alfred zu Windischgrätz, als Standesherr nie anwesend

### Vertreter der Ritterschaft
- Graf Heinrich Adelmann von Adelmannsfelden
- Freiherr Friedrich von Gaisberg-Schöckingen
- Freiherr Franz von König-Fachsenfeld, 1918 gefolgt von Freiherr Conrad von Gültlingen
- Freiherr Johann Otto von Ow-Wachendorf
- Freiherr Erwin von Seckendorff-Gudent
- Freiherr Franz Schenk von Stauffenberg
- Freiherr Georg von Woellwarth-Lauterburg, legte 1918 sein Mandat aus Altersgründen nieder. Es folgte ihm Wilhelm von Vischer-Ihingen
- Graf Ferdinand von Zeppelin († 1917), gefolgt von Freiherr Reinhard von Speth-Schülzburg
- Graf Friedrich von Zeppelin-Aschhausen († 1915)

### Auf Lebenszeit ernannte Mitglieder
- Freiherr Herrmann von Bilfinger
- Otto von Buhl
- Karl von Cronmüller
- Wilhelm von Gessler, 1916 legitimiert und eingetreten
- Hermann von Kern
- Friedrich August von Landerer, legte jedoch vor Eröffnung des Landtags im Januar 1913 sein Mandat aus gesundheitlichen Gründen nieder
- Heinrich von Mosthaf
- Johann von Pischek († 1916)

### Vertreter der evangelischen Landeskirche
- Präsident des Konsistoriums: Hermann von Zeller
- Präsident der Landessynode: Theodor von Haering bis 1913, gefolgt von Karl von Haffner 1913–1918
- Theodor von Hermann, Generalsuperintendent von Reutlingen
- Heinrich von Planck, Generalsuperintendent von Ulm

### Vertreter des Bistums Rottenburg
- Bischof von Rottenburg: Paul Wilhelm von Keppler (nie anwesend)
- Vertreter des Domkapitels von Rottenburg: Joannes Baptista Sproll
- Vertreter  der katholischen Dekane: Joseph Müller

### Vertreter der Universität Tübingen
- Carl von Sartorius

### Vertreter der TH Stuttgart
- Carl von Bach

### Vertreter der Landwirtschaft
- Hugo Farny
- Rudolf Schmid († 1917), 1918 gefolgt von Andreas Graf

### Vertreter von Handel und Industrie
- Albert von Melchior († 1913), gefolgt von Hugo von Rümelin
- Adolf Schiedmayer

### Vertreter des Handwerks
- Julius Lorenz

## Mitglieder der Württembergischen Kammer der Abgeordneten (Zweite Kammer)
Alterspräsident: Leonhard Tauscher (SPD)

Präsident: Heinrich von Kraut (BdL/Konservative)

1. Vizepräsident: Johannes Baptist von Kiene (Zentrum)

2. Vizepräsident: Freiherr Wilhelm Pergler von Perglas (BdL/Konservative)

### Die Abgeordneten der sieben „guten Städte“
| Stadt       | Name                                                                                      | Partei       |
| ----------- | ----------------------------------------------------------------------------------------- | ------------ |
| Stuttgart   | Julius Baumann                                                                            | DP           |
| Stuttgart   | Hermann Hiller                                                                            | Konservative |
| Stuttgart   | Heinrich von Gauß                                                                         | FVP          |
| Stuttgart   | Franz Engelhardt                                                                          | SPD          |
| Stuttgart   | Hugo Lindemann                                                                            | SPD          |
| Stuttgart   | Friedrich Westmeyer ( † 1917) Friedrich Manz (trat am 27. Februar 1918 in die Kammer ein) | SPD          |
| Tübingen    | Theodor Liesching                                                                         | FVP          |
| Ludwigsburg | Gustav Hartenstein                                                                        | FVP          |
| Ellwangen   | Karl Walter                                                                               | Zentrum      |
| Ulm         | Philipp Wieland                                                                           | DP           |
| Heilbronn   | Carl Betz († 1914) Peter Bruckmann (trat am 25. Juni 1915 in die Kammer ein)              | FVP          |
| Reutlingen  | Gustav Groß                                                                               | FVP          |

### Die Abgeordneten der Oberämter desNeckarkreises
| Oberamt           | Name                                                                | Partei       |
| ----------------- | ------------------------------------------------------------------- | ------------ |
| Backnang          | Friedrich Stroh                                                     | Konservative |
| Besigheim         | Ludwig Schmidt                                                      | DP           |
| Böblingen         | Christian Leibfried                                                 | FVP          |
| Brackenheim       | Wilhelm Haag                                                        | BdL          |
| Cannstatt         | Leonhard Tauscher ( † 1914)                                         | SPD          |
| Cannstatt         | Gottlieb Fischer                                                    | SPD          |
| Esslingen         | Louis Schlegel                                                      | SPD          |
| Heilbronn (Amt)   | August Hornung                                                      | SPD          |
| Leonberg          | Jonathan Roth                                                       | BdL          |
| Ludwigsburg (Amt) | Wilhelm Keil                                                        | SPD          |
| Marbach           | Theodor Wolff                                                       | BdL          |
| Maulbronn         | Karl Sperka                                                         | SPD          |
| Neckarsulm        | Gustav Hanser                                                       | Zentrum      |
| Stuttgart (Amt)   | Karl Hildenbrand (1913 Mandat aufgegeben wegen Umzugs nach Hamburg) | SPD          |
| Stuttgart (Amt)   | Albert Pflüger                                                      | SPD          |
| Vaihingen         | Eugen Eisele                                                        | FVP          |
| Waiblingen        | Wilhelm Kreh                                                        | Konservative |
| Weinsberg         | Wilhelm Vogt                                                        | BdL          |

### Die Abgeordneten der Oberämter desJagstkreises
| Oberamt         | Name                     | Partei  |
| --------------- | ------------------------ | ------- |
| Aalen           | Viktor Rembold ( † 1916) |         |
| Aalen           | Eugen Feil               | Zentrum |
| Crailsheim      | Karl Berroth             | BdL     |
| Ellwangen (Amt) | Josef Schmidberger       | Zentrum |
| Gaildorf        | Johann Schock            | FVP     |
| Gerabronn       | Wilhelm Augst († 1913)   | FVP     |
| Gerabronn       | Hugo Herrmann            | FVP     |
| Gmünd           | Alfred Rembold           | Zentrum |
| Hall            | Karl Stiefel             | BdL     |
| Heidenheim      | Adam Dietrich († 1916)   | SPD     |
| Heidenheim      | Wilhelm Benz             | SPD     |
| Künzelsau       | Heinrich Karges          | BdL     |
| Mergentheim     | Friedrich Vogt           | BdL     |
| Neresheim       | Michael Schmid           | Zentrum |
| Öhringen        | Albert Karle             | BdL     |
| Schorndorf      | Ferdinand Hoschka        | SPD     |
| Welzheim        | Johannes von Hieber      | DP      |

### Die Abgeordneten der Oberämter desSchwarzwaldkreises
| Oberamt          | Name                                                       | Partei       |
| ---------------- | ---------------------------------------------------------- | ------------ |
| Balingen         | Conrad Haußmann                                            | FVP          |
| Calw             | Emil Staudenmayer                                          | FVP          |
| Freudenstadt     | Johannes Gaiser                                            | FVP          |
| Herrenberg       | Jakob Schmid                                               | BdL          |
| Horb             | Adrian Schweizer                                           | Zentrum      |
| Nagold           | Stephan Schaible                                           | Konservative |
| Neuenbürg        | Karl Commerell                                             | DP           |
| Nürtingen        | Gottlieb Kenngott                                          | SPD          |
| Oberndorf        | Josef Andre                                                | Zentrum      |
| Reutlingen (Amt) | Jakob Kurz                                                 | SPD          |
| Rottenburg       | Eugen Bolz                                                 | Zentrum      |
| Rottweil         | Georg Maier († 1913)                                       | Zentrum      |
| Rottweil         | Martin Müller († 1918)                                     | DP           |
| Rottweil         | Hermann Etter                                              | DP           |
| Spaichingen      | Franz Xaver Nessler                                        | Zentrum      |
| Sulz             | Wilhelm Böhm                                               | DP           |
| Tübingen (Amt)   | Adolf Scheef                                               | FVP          |
| Tuttlingen       | Christian Storz (legte sein Mandat im Oktober 1913 nieder) | FVP          |
| Tuttlingen       | Hermann Stengelin                                          | FVP          |
| Urach            | Reinhold Bräuchle                                          | FVP          |

### Die Abgeordneten der Oberämter desDonaukreises
| Oberamt    | Name                                                                                                  | Partei           |
| ---------- | --- | ---------------- |
| Biberach   | Eugen Graf                                                                                            | Zentrum          |
| Blaubeuren | Carl Maier                                                                                            | DP               |
| Ehingen    | Johannes Baptist von Kiene                                                                            | Zentrum          |
| Geislingen | Wilhelm Hasel                                                                                         | DP               |
| Göppingen  | Julius Keck                                                                                           | DP               |
| Kirchheim  | Wilhelm Seifried                                                                                      | BdL              |
| Laupheim   | Alfons Kohler                                                                                         | Zentrum          |
| Leutkirch  | Nikolaus Braunger                                                                                     | Zentrum          |
| Münsingen  | Eugen Nübling                                                                                         | BdL/Konservative |
| Ravensburg | Max Schlichte († 1918)                                                                                | Zentrum          |
| Ravensburg | Konrad Fischer (konnte sein Mandat wegen Auflösung des Landtags im November 1918 nicht mehr antreten) | Zentrum          |
| Riedlingen | Adolf Gröber                                                                                          | Zentrum          |
| Saulgau    | Johann Sommer                                                                                         | Zentrum          |
| Tettnang   | Josef Locher                                                                                          | Zentrum          |
| Ulm (Amt)  | Wilhelm Ströbel                                                                                       | BdL              |
| Waldsee    | Josef Mohr                                                                                            | Zentrum          |
| Wangen     | Franz Speth († 1917)                                                                                  | Zentrum          |
| Wangen     | Felix Stiegele                                                                                        | Zentrum          |

### Die Abgeordneten des I. Landeswahlkreises (Neckar- und Jagstkreis)
| Name                                 | Partei       |
| ------------------------------------ | ------------ |
| Franz Feuerstein                     | SPD          |
| Johannes Fischer                     | FVP          |
| Johannes Groß                        | Zentrum      |
| Berthold Heymann                     | SPD          |
| Heinrich von Kraut                   | Konservative |
| Johannes Löchner                     | FVP          |
| Max von Mülberger                    | DP           |
| Freiherr Wilhelm Pergler von Perglas | Konservative |
| Georg Reichel                        | SPD          |

### Die Abgeordneten des II. Landeswahlkreises (Schwarzwald- und Donaukreis)
| Name                                                                  | Partei  |
| --------------------------------------------------------------------- | ------- |
| Georg Betzler                                                         | Zentrum |
| Joseph Herbster                                                       | Zentrum |
| Theodor Körner                                                        | BdL     |
| Hermann Mattutat                                                      | SPD     |
| Eugen Reihling († 1913 ) Friedrich Haux (nachgerückt)                 | FVP     |
| Eugen Roth (legte 1913 sein Mandat nieder) Eugen Nägele (nachgerückt) | FVP     |
| Joseph Späth († 1915) Kaspar Laub (nachgerückt)                       | Zentrum |
| Johannes Weber                                                        | Zentrum |